# Hip hop

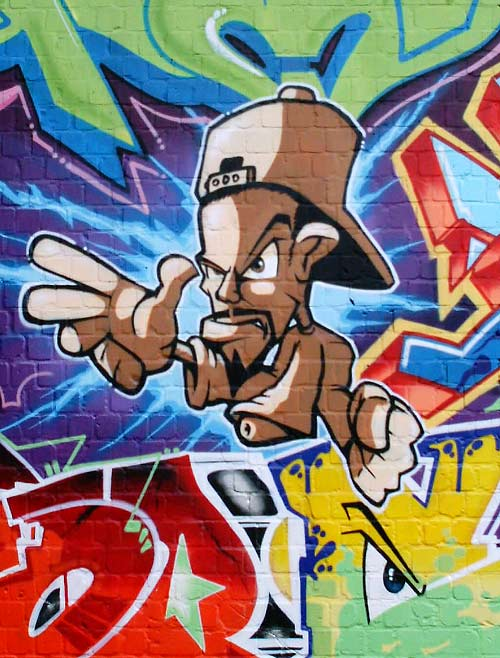
Graffiti, street Art

Hip hop je městská hudební subkultura, která vznikla během 70. let v černošských ghettech v USA jako spojení jamajských a amerických vlivů. V 80. a 90. letech se stala široce populární a byla hudebním vzorem v postmoderní taneční hudbě.
Čtvrť, která hip hopu dala jméno, je Bronx. Na počátku 70. let procházel Bronx finanční krizí, kvůli které se většina obyvatel ze čtvrti odstěhovala. V rozpadlých a opuštěných blocích zůstali pouze ti nejchudší lidé na okraji společnosti. Především to byli Afroameričané a Portorikánci. Ulice Bronxu se tak staly semeništěm gangů, prostituce a násilí. V důsledku migrace obyvatel z Karibiku začaly ve stejné době do afroamerických čtvrtí New Yorku pronikat jamajské hudební trendy. Zejména to byla subkultura DJ-ských sound systémů. 
Jamajský způsob hraní spočívá v tom, že do sebe DJ porůznu skladby na gramodeskách míchá, experimentuje s přehráváním, pobízí posluchače k tanečním pohybům či k opakování hesel. Jedním z takových DJ-ů byl i DJ Kool Herc, který se se svou rodinou přistěhoval právě do Bronxu. Zde 11. srpna 1973 předvedl svůj osobitý způsob DJ-ingu a následná vlna nadšení způsobila vznik hip hopu.
Pouliční párty, breakdance a graffiti nabídly mladým lidem uvolnění, ale hlavně alternativu k sebedestruktivnímu násilí. Gangy si během 70. let nakonec uvědomily, že násilí a brutalita nikam nevedou a že se kvůli nim Bronx řítí do záhuby. Iniciativa změnit se přišla od Kevina Donovana, později známého jako Afrika Bambaataa, který byl členem gangu Black Spades. Po inspirativní cestě do Afriky založil v druhé polovině 70. let mírovou organizaci Universal Zulu Nation, která dala gangsterům nový směr. Deejaying, emceeing, b-boying a graffiti spojil do jedné velké pomyslné rodiny, kterou nazval hip hop. Afrika Bambaataa tak usiloval o to, aby se obyvatelé Bronxu sjednotili a našli ve svém životě nějakou motivaci k ukončení chudoby a rozkladu. Proto také stanovil čtyři základní hiphopová hesla: „Peace – Love – Unity – Having fun“.

## Pět základních elementů hip hopu
1. Deejaying – Vytváření hudebních mixů (koláží) převážně prostřednictvím dvou gramofonů, mixážního pultu a mikrofonu.
2. Emceeing – Vokální projev postavený hlavně na rytmizaci jazyka, hře se slovy a komunikaci s publikem.
3. Beat boxing – Vytváření perkusivních zvuků za pomoci lidského hlasu.
4. B-boying (breaking) – Druh nepárového pouličního tance využívající zejména akrobatické prvky. Často se tančí jako forma zápasu, kdy se tanečník snaží předvést lepší výkon než protivník a potvrdit tak svou dominanci.
5. Graffiti writing – sebepropagace a psaní po veřejném majetku za využití barevných sprejů. Graffiti bývá spojováno s vandalismem, ničením cizího majetku. Doposud nejkontroverznější element hip hopu.

## Historie

### 70. léta 20. století

#### Formování prvních elementů a kultury
Ačkoliv DJ-ové jako Grandmaster Flowers nebo DJ Hollywood experimentovali s DJ-ingem v Brooklynu již koncem šedesátých let, za oficiální datum vzniku hip hopu se považuje 11. srpen 1973. Tehdy v budově na adrese 1520 Sedgwick Avenue jamajský přistěhovalec DJ Kool Herc (* 16. dubna 1955) poprvé předvedl americkému publiku svůj inovativní způsob používání gramofonů jako hudebního nástroje. Svůj styl si přinesl právě z Jamajky, kde deejayové experimentovali s přehráváním gramofonových desek již od začátku 60. let 20. století. Na pozvání sestry vystoupil na její narozeninové oslavě, a tak úplnou náhodou dal vzniknout kultuře, která navždy ovlivnila všechny druhy populárního umění. DJ Kool Herc je všeobecně uznáván jako otec hip hopu a stále se aktivně účastní venkovních akcí v ulicích New Yorku.
Na jeho způsob přehrávání gramofonových desek brzy navázali další umělci. Pro další vývoj deejayingu a hip hopu byli však nejdůležitější dva. Grand Wizzard Theodore (* 5. března 1963), který jako první začal používat techniku zvanou scratching, a DJ Flash (* 1. ledna 1958), který obohatil mixážní pult o cross fader, díky němuž bylo možné plynule přecházet z jedné hrající desky na druhou. Za svůj vynález byl obdařen titulem Grand Master a od té doby je znám jako Grand Master Flash.
Nekonvenční používání gramofonů jako hudebního nástroje inspirovalo mnoho mladých lidí. Někteří začali do hudebních mixů tancovat, a dali tak vzniknout elementu b-boying (breaking) a tím rozvíjeli nové styly pouličního tance. Průkopníky breakingu zprvu nejvíce ovlivnily pohyby Jamese Browna a akrobatické triky z kung-fu filmů. Nejznámějšími b-boys skupinami byly v 70. letech Rock Steady Crew a New York City Breakers. K hip hopu se velmi brzo připojili i graffiti umělci, které stejně jako tanečníky inspirovala atmosféra block parties. Prvním graffiti umělcem byl legendární Taki 183, který již okolo roku 1969 začal sprejem všude psát svojí přezdívku a dal tak vniknout tagování. Graffiti se brzy rozšířilo mezi další umělce a stalo se nedílnou součástí hiphopové kultury. Vývoj graffiti a částečně i b-boyingu je autenticky zaznamenán ve filmu Style Wars (1983 Henry Chalfant, Tony Silver).
Zpočátku byl DJ a MC jednou osobou, ale postupně se začali objevovat samostatní MC. Coke La Rock (* 25. dubna 1955) je považován za prvního oficiálního hiphopového MC. Vystupoval s DJ Kool Hercem již od roku 1973. O tom, kdo bude MC, rozhodoval pouze DJ a bez jeho svolení nebylo možné na pódiu vystoupit. Správný DJ musel umět navázat kontakt s publikem a posunovat párty dopředu. Pokud si jeho emcee nedokázal získat zájem posluchačů, byl většinou nahrazen někým jiným. Mezi nejznámější emcees 70. let patří: Busy Bee Starski, Cold Crush Brothers, Fantastic Romantic Crew, Treacherous Three a samozřejmě Grandmaster Flash and Furious Five. Zajímavým příkladem může být i Grandmaster Caz, který začínal jako DJ a postupně se z něj stal emcee a člen legendární skupiny Cold Crush Brothers. Většina prvních emcees se svému hobby věnují až dodnes. Emcees se již od počátku účastnili rapových soubojů, ve kterých soutěžili o přízeň publika, hiphoperů. Technika freestylového rapování se od té dnešní značně lišila. Šlo o to, aby emcee dokázal udržet pozornost publika na co nejdelší dobu a neustále s ním komunikoval. Zároveň si soutěžící nevymýšleli rýmy přímo na místě, ale rapovali své vlastní sloky. Freestyle byl tak kombinací několika textů, které emcee musel umět dobře propojit a kombinovat. Mezi jednotlivé části rapu vkládali emcees pasáže ve stylu „call/response“, kdy publikum opakuje popěvek po hiphoperovi na pódiu. Emcee nebo skupina emcees neměli stanovený časový limit a střídali se s protivníkem po různých časových intervalech. Všechno záviselo na tom, jakou dostával odezvu publika. Výhra znamenala hlavně získání respektu u mužů a obdivu u žen. Vedle takových soubojů se začal tehdy vyvíjet i battle rap. Battle rap vznikl z tradice dozens neboli tuctů. V dobách otrokářství se většinou otroci prodávali po jednom, ale ti, kteří měli nějaký handicap nebo vadu na kráse, se prodávali právě po tuctech. V tuctech často docházelo ke slovním hrám, při kterých se dva navzájem mezi sebou uráželi. Kdo dokázal protivníka vtipněji pomluvit, vyhrál. Battle rap je v podstatě přímým navázáním na tucty. Právě v battle rapu docházelo k vymýšlení rýmů přímo na místě. Podle Afriky Bambaaty je battle rap přirozenou prevencí před násilím, jelikož mladí lidé svou agresi vybijí v rapování a vyhnou se tak fyzickým konfliktům. Každý správný battle by měl skončit podáním ruky obou stran.
Během 70. let byl hip hop velice teritoriální. Ať už to byl writter, DJ, MC nebo b-boy, každý měl pod kontrolou své území a přísně si střežil originální techniku a styl. První dny hip hopu jsou vyobrazeny ve filmu Wild Style (1983 Charlie Ahearn). Rovněž se uvádí, že blackout (plošný výpadek dodávky elektrické energie) dne 13. července 1977 na území města New York měl za následek masivní rozšíření zvukových aparatur a kvalitních gramofonů mezi afroamerickou komunitou. Toto dříve pro mnohé Afroameričany finančně nedostupné vybavení pocházející z trestné činnosti při rabování obchodů a skladů elektroniky paradoxně pomohlo rozšířit řady tvůrců žánru hip hop a změnit teritoriální vliv hip hopu v několika málo čtvrtích New Yorku na jeho postupné rozšíření po celých Spojených státech amerických.

#### Původ jména „hip hop“
Keith Cowboy, zesnulý člen skupiny Grandmaster Flash and Furious Five, byl tvůrcem několika tradičních hiphopových pokřiků a hesel. Na jednom ze svých vystoupení pozval Cowboy na pódium svého kamaráda, který měl brzo nastoupit do armády. Aby své přátele pobavil, začal Cowboy imitovat vojenský pochod a vojenské povely. Jeho hra se slovy „hip hop and you don't stop“ všechny zaujala a brzy se rozšířila i mezi ostatní emcees. Když v roce 1977 Afrika Bambaata hledal název pro kulturu, která se rozvíjela v ulicích New Yorku, použil právě dvě slova „hip“ a „hop“, jelikož byla tak často používána. Právě Bambaataa poprvé stanovil čtyři hesla: Peace, Love, Unity and Having Fun. Od této doby kultura dostala jednotnou tvář a jméno hip hop.

#### Universal Zulu Nation
Afrika Bambaataa byl původně gangsterem a leaderem gangu Black Spades. Kolem roku 1977 se zúčastnil celostátní soutěže společnosti UNICEF. Zadáním soutěže bylo napsání eseje o Africe. Kevin Donovan (Afrika Bambaataa) soutěž vyhrál a dostal možnost vycestovat do Afriky. Zde se setkal se Zulu šamanem, který mu promluvil do duše ohledně jeho kriminálních aktivit. Když se vrátil zpět do New Yorku, změnil si své jméno na Africa Bambaataa, rozpustil Black Spades a lídři ostatních gangů ho v tom následovali. Brzy sjednotil všechny bývalé gangstery pod pacifistické hnutí Universal Zulu Nation, které je nedílnou součástí hip hopu. Zulu Nation je kombinací několika náboženství a hnutí. Částečně navazuje na filosofii Nation of Gods and Earths a extraterestriálně orientovanou Nuwaubian Nation. Ovšem k Universal Zulu Nation se často přistupuje jako k původní filosofii hip hopu. Základním heslem hnutí Universal Zulu Nation byla změna negativního na pozitivní. Většina gangsterů se tehdy jako zázrakem vzdala svých aktivit v ganzích a pouliční kriminálníci se připojili ke kultuře hip hopu a Universal Zulu Nation. Bambaataa zformoval skupinu Soul Sonic Force, která stála u zrodu hudebních žánrů jako je: techno, electro, breakbeat, drum and bass, jungle a mnoha dalších odvětví hip hopu. Podle Bambaatových slov jsou tyto styly pouze různými druhy hiphopové hudby. Nejznámějším hitem Soul Sonic Force je hymna všech breakerů Planet Rock.

#### Zlomový rok 1979
Až do konce 70. let byl hip hop převážně folklórním uměním. Emcees se soustředili především na svá vystoupení a nenapadlo je své texty nahrávat nebo vytvářet jednotlivé písně. Každý emcee měl své typické rýmy, podle kterých ho znali lidé z jeho okolí. B-boyové mezi sebou soupeřili v battlech, writeři tvořili ilegální grafiti na soupravách metra a na vše dohlíželi deejayové zpoza svých „turntablů“.
Situace se změnila v roce 1979 s příchodem prvního komerčně nahraného singlu s názvem Rappers Delight. Tehdy se hip hop dostal na světlo širší veřejnosti. Skupina Sugar Hill Gang, která song nahrála, byla uměle vytvořeným uskupením, které s hip hopem do té doby nemělo nic společného. Text k Rappers Delight byl podivnou kompilací textů těch nejproslavenějších emcees. Agenti nahrávací společnosti zkopírovali texty skupiny Grandmater Flash and Furious Five, Grandmastera Caze a dalších. Poté sestavili skupinu Sugar Hill Gang, se kterou nahráli jednoznačný hit. V hiphopové komunitě způsobil Rappers Delight velký skandál. Emcees poznali texty, které jim byly takto odcizeny, a rozhodli se jednat, aby se nic podobného znovu nestalo. V hiphopové kultuře bývá emcee, který kopíruje styl nebo text někoho jiného označován jako „Biter“. Takový jedinec je často z komunity „vyloučen“ a znovu přijat jen tehdy, když přestane kopírovat. Ačkoli znamenal Rappers Delight pro hip hop převážně negativní znamení, podnítil v emcees snahu nahrávat své vlastní desky. První mezinárodně známou skupinou, která podnítila vznik hip hopu i v Česku, byla Grandmaster Flash and Furious Five. Do historie se skupina zapsala notorickým trackem „The Message“. Je to nejspíš první komerčně nahraný rapový song se sociálně kritickou tematikou a refrén: „It's like a jungle sometimes it makes me wonder, how I keep from going under“ bývá dodnes citován ostatními emcees.
S rokem 1979 se hip hop rozděluje na dvě cesty. První zůstává na kulturní úrovni a druhá se orientuje zejména na byznys. Nejrychleji komerčně uspěl právě MCing, a to ve formě rap game, jejíž vrchol proběhl v 90. letech minulého století a přetrvával až do počátku 21. století. Většina komerčních rapperů 80. let měla poměrně „krátkou životnost“ a sloužila velkým nahrávacím společnostem jako rychlý výdělek. Deejayové takové štěstí neměli a postupně jejich autorita v rámci komerčního hip hopu klesala až do poloviny devadesátých let. Tehdy se skupiny deejayů jako například The X-ecutioners proslavily zejména instrumentálními deskami, které se věnovaly hlavně hudební koláži. Break dance se postupně začlenil mezi ostatní tance a svým nekonvenčním přístupem ovlivnil tanečníky po celém světě. Graffiti ovlivnilo spoustu moderních malířů a umělců, jako je například Andy Warhol a jiní. Spousta writerů však tehdy zastávala názor, že graffiti nepatří do galerie, ale na ulici. V dnešní době se graffiti v komerční sféře využívá hlavně jako reklama pro různé společnosti. Nelegální graffiti je zdrojem příjmů pro firmy vyrábějící spreje a firmy, které vyrábějí přípravky na čištění pomalovaných ploch. Hiphopová kultura se začátkem 80. let rozšiřovala po celých Spojených státech a posléze i do celého světa. Evropská centra hip hopu jsou zejména Francie, Německo a Velká Británie.

#### Beat boxing
Tento hiphopový element spatřil světlo světa až v 80. letech, ovšem kořeny beatboxingu teoreticky sahají až k samotnému počátku lidstva. Beatboxer je člověk, který dokáže svým hlasem imitovat zvuky bicích a perkusivních nástrojů. Za prvního hiphopového beatboxera je všeobecně považován Doug E. Fresh, mezi jeho nejznámější hit patří Ladi Dadi, kterou nahrál společně s emceem Slick Rick.

### 80. léta 20. století
V osmdesátých letech 20. století hip hop nastoupil svou cestu k široké popularitě a oblibě i u posluchačů bílé pleti. Svůj vliv na rozšíření žánru měla masová média, nastal postupný průnik z městských čtvrtí, ghett a městských periférií do rozhlasového a televizního vysílání (velkým přínosem bylo uvádění hip hopových klipů a pravidelné pořady o hip hopu na hudební stanici MTV, např. Yo! MTV Raps) a do celovečerních filmů. Také technické zdokonalení elektronických hudebních nástrojů a zejména pokles jejich prodejní ceny příznivě ovlivňoval tento mladý hudební směr. Samplery, automatické bicí nástroje, elektronické klávesové nástroje s širokou paletou digitálních zvuků, to vše přinášelo nové a nové možnosti v tvorbě doprovodných rapových melodií – beatů. Hip hopová subkultura rovněž začala ovlivňovat svět módy (na hip hopovou kulturu se ve své produkci oděvů a obuvi zaměřili sportovní giganti Adidas, Nike, Reebok, Puma). Vznikal také specifický jazykový slang, který se postupně přesouval do běžného anglického jazyka.
Velká jména amerického hudebního průmyslu přišla v této době s tzv. rapovými fúzemi, tedy se spojením stávajících zavedených hudebních žánrů s tímto relativně novým hudebním směrem. Za všechny jmenujme skladbu od skupiny Blondie nazvanou „Rapture“, kde se spojuje disco a funková hudba s rapováním anebo spojení hip hopu s rockem v podání tehdy již etablovaných Run DMC a skupiny Aerosmith a jejich velmi populární a přelomovou píseň „Walk This Way“. Rapová fúze je v této dekádě rovněž doménou velmi vlivných, výrazně politicky kritických Public Enemy. Spojením rapu a tvrdého rocku se proslavili newyorští bílí rapeři Beastie Boys, původně hrající styl hardcore. Ti drží jedno velmi významné prvenství, neboť jejich debutová deska Licensed to Ill z roku 1986 je vůbec první rapovou nahrávkou v čele amerického hudebního žebříčku.
Sílící vliv pouličních kriminálních gangů, vleklé mezirasové problémy a nárůst násilí v amerických velkoměstech 80. let 20. století se jako výrazné společenské jevy odrazily ve vzniku příslušného subžánru hip hopu a sice v tzv. gangsterském rapu, zkráceně nazývaném G-Funk. Mezi průkopníky tohoto později velmi populárního podstylu se řadí herec a hudebník Ice T se svou písní (trackem) „O.G. Original Gangster“ a zejména pak uskupení N.W.A. z města Compton v okrese Los Angeles v Kalifornii. N.W.A. zároveň byli líhní jedněch z nejvýznamnějších a nejslavnějších osobností hip hopové scény vůbec. Rapoví umělci Dr. Dre, Ice Cube nebo Eazy E. jsou pevnou součástí hudební historie nejen ve Spojených státech amerických, ale i v celosvětovém měřítku.

### 90. léta 20. století

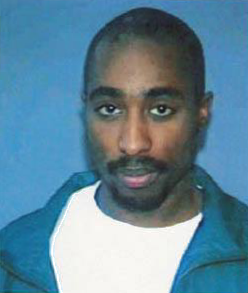
Tupac Shakur

Poslední dekáda 20. století byla zlatou érou hip hopu, žánr se stal celosvětově populární, akceptován mainstreamem a neustále se vyvíjející.
Hip hopovou scénu v USA na počátku dekády poznamenal spor mezi Tupacem Shakurem (představitel West Coast hip hopu) a Christopherem Georgem Latorem Wallacem, známějším pod pseudonymem The Notorius B.I.G. (představitel East Coast hip hopu). Tato rivalita ale začala ještě před velkým úspěchem obou rapperů. Jelikož Hip-hop se narodil v New Yorku, umělci ze západního pobřeží měli dojem, že se jim nedostává stejné pozornosti, jako umělcům z východu. Konflikt skončil násilnou smrtí obou rapperů v přestřelkách v roce 1996 a 1997. Do dějin světové hudby tato „válka rapperů“ vstoupila pod anglickým termínem East Coast–West Coast hip hop rivalry.[zdroj?]
Vznikly další formace, které rap a hip hopové prvky fúzovaly s dalšími hudebními styly, zejména s tvrdým rockem a později i metalem, vznikaly nové hudební žánry a subžánry např. rap metal, funk metal, později nu metal aj. Hovoří se proto o tom, že kapely hrály tzv. crossover, neboli styly napříč. Významnými představiteli tohoto období byli Faith No More, ultra levicoví političtí Rage Against the Machine nebo podobně orientovaní švédští Clawfinger. V roce 1993 se formovali američtí Korn, hrající nu metal (kombinace metalu, grunge, funku, hip hopu a elektronické hudby), na pozdějších nahrávkách kapely byl patrný silný vliv hip hopu. Do tohoto stylu rovněž patřily skupiny Limp Bizkit, Deftones, Linkin Park (na počátku své hudební kariéry) a mnohé další.

### 2000–2010

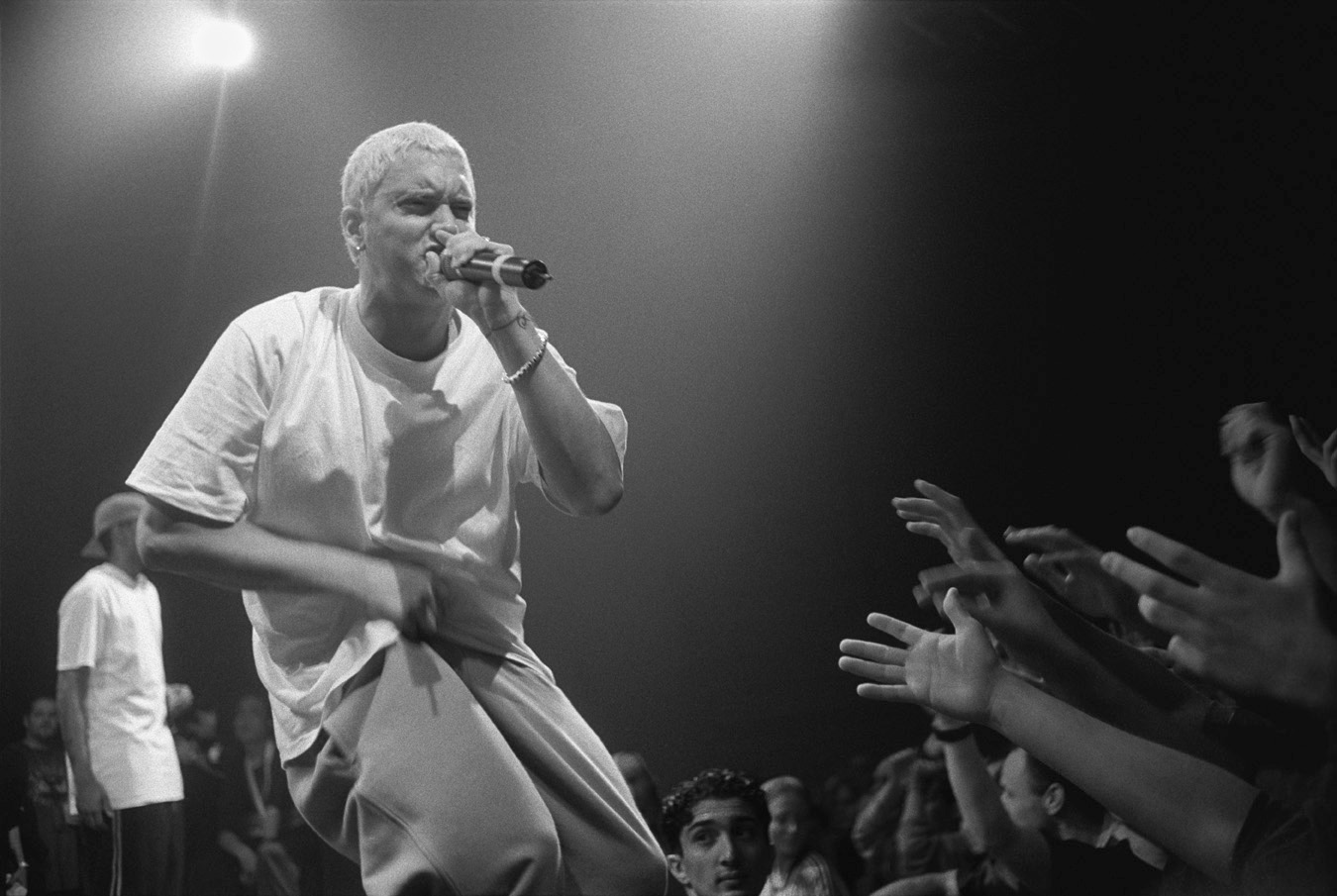
Eminem

Po smrti Tupaca Shakura a The Notorious B.I.G. se uvolnilo místo pro nové umělce jako lil Wayne, Eminem, Jay-Z. V této době se začal prosazovat také žánr alternative rap, jehož hlavní představitelé byli Kanye West, OutKast a MF Doom. Oslovilo široké spektrum posluchačů, jelikož jde o spojení rapu, rocku a jazzu. Nejúspěšnější album tohoto žánru je Certified diamond, kterého bylo prodáno 11 milionů kopií, a bylo oceněnou Grammy za nejlepší album roku. Jedná se také o jedno z nejprodávanějších hip-hopových alb vůbec. 
Také v této době se začali prosazovat také i rappeři bílé pleti, předtím byl hip hop hlavně žánrem černošské komunity. Největšího úspěchu se dostalo Eminemovi, který byl v této době dokonce nejúspěšnější rapper s hitovými alby jako Slim Shady LP, Marshall Mathers LP a The Eminem Show.
Hip Hop začal na popularitě dohánět i popovou hudbu.

### od roku 2010
Podle článku magazínu Forbes z 19. července 2017 s titulkem „Hip hop a R&B poprvé v historii dominantním žánrem ve Spojených státech“ jsou výše zmiňované žánry zodpovědné za 25,1 % hudební konzumace v USA, následované rockem s 23 procenty. Změně pořadí na tomto žebříčku mohlo napomoci streamování.

## Hip hop v Česku
Prvními experimentátory s hip hopem v Česku byla hudební dvojice Manželé, a to již v 80. letech minulého století. Se svým undergroundovým hitem „Jižák, Jižák“ (inspirace trackem skupiny Grandmaster Flash and Furious Five „New York, New York“) poprvé představili českému publiku rap. Po revoluci v roce 1989 hip hop do Česka pronikl hlavně po stránce výtvarné, mladí lidé začali po revoluci jezdit do Berlína, který byl jedním z nejpomalovanějších měst na světě, kde spatřili fenomén graffiti. Hiphopovými průkopníky se v České republice stala skupina Peneři strýčka homeboye (PSH).
V roce 2008 vznikl první pokus o dokumentární film o raperech v Praze pod názvem Česká RAPublika. Premiéra filmu byla 28. listopadu 2008.
V létě roku 2017 došlo k rozkolu v českém hip hopovém vydavatelství BiggBoss (reprezentovaným na veřejnosti zejména Vladimírem 518). Po letech úspěšné spolupráce tuto uměleckou stáj opustili Hugo Toxxx, James Cole, LA4 aj. Osobní i umělecké spory vrcholily v posledních dnech letních prázdnin.

## Hip hop na Slovensku
Slovenský hip hop reprezentovaly v 90. letech zejména Trosky tvořené duem Midi a Vec ze Zlatých Moraviec. Ti v roce 1997 vydali své eponymní album u Sony Records. Tracky „Tozmemi“ a „Zakázané uvolnenie“ byly vydány i na vinylu (klip ke skladbě „Zakázané uvolnenie“ byl tehdy uváděný v nejsledovanějším hudebním pořadu Eso). Vec se později vydal na sólovou dráhu. Novodobý slovenský hip hop pochází z ulic Piešťan a bratislavské Petržalky. V roce 2004 přišel Kontrafakt s albem ERA, kterým posunul slovenský rap mezi širokou veřejnost. V roce 2006 se s albem Kvalitný materiál objevila i bratislavská H16, které také můžeme děkovat za posunutí scény novým směrem.